# Arnoud Bos
Arnoud Bos (1969) is een Nederlands acteur. 

## Biografie
Bos is de zes jaar jongere broer van oud-PvdA-leider Wouter Bos.
Tijdens zijn middelbareschooltijd (VWO B aan het Christelijk Lyceum Zeist) speelde hij diverse rollen bij Toneelvereniging Persona van de Zeister Lyceïsten Club (ZLC).
Bos maakte in 1994 zijn televisiedebuut in de serie Goede tijden, slechte tijden als Bartje Bruining. Vervolgens trad hij op in Bureau Kruislaan, Gemeentebelangen en Bitches.
Bos speelde in 2005 in Kleine Pauze, een komische televisieserie over docenten op een basisschool, geschreven door Martin van Waardenberg en Karen van Holst Pellekaan. Bos speelde de rol van premier Jan Peter Balkenende in de miniserie De Prins en het Meisje. Hij mocht Balkenende in 2022 nogmaals gestalte geven, deze keer in de televisieserie Het jaar van Fortuyn.
In 2011 stopte hij met acteren en ging fulltime werken als rechercheur bij de politie. In 2014 en 2018 waren er comebacks in de series Jeuk en De Luizenmoeder.

## Rollen
- 1994: Goede tijden, slechte tijden, als Bartje Bruining
- 1993: Bureau Kruislaan, als Jaap de Vries
- 2003: Gemeentebelangen, als Emiel Davelaar
- 2004: Zes minuten, als Tom
- 2005: Bitches, als Willem
- 2005: Kleine pauze, als Hans Eier
- 2006: Klein Holland, als Hans Appenzeiler
- 2007: De Prins en het Meisje, als Jan-Peter Balkenende
- 2009: De Storm, als Dominee
- 2011: Gooische Vrouwen, als chauffeur slijterij
- 2011: Blijf!, als Rademakers
- 2014: Jeuk, als Arnoud
- 2018-2019: De Luizenmoeder, als Karel
- 2018: Flikken Rotterdam, als Derk
- 2021: Luizenmoeder, als Karel
- 2022: Het jaar van Fortuyn, als Jan Peter Balkenende
- 2025: Voetbalouders, als Boris